# David Miguel Rodrigues
David Miguel Rodrigues é um jogador da selecção portuguesa de Futebol de Praia.